# Hãng thu âm
Hãng thu âm hoặc công ty thu âm hay đơn giản là bản thu âm là thương hiệu hoặc nhãn hiệu của bản thu đĩa nhạc và video ca nhạc hoặc công ty sở hữu chúng. Trong hầu hết trường hợp, hãng thu âm cũng là công ty xuất bản quản lý các thương hiệu và nhãn hiệu đó, hãng thu âm cũng là công ty xuất bản quản lý các thương hiệu và nhãn hiệu đó, điều phối việc sản xuất, sản xuất, phân phối, tiếp thị, quảng bá đồng thời thực thi tác quyền bảo vệ các bản ghi nhạc và video ca nhạc, đồng thời tiến hành tìm kiếm tài năng, đào tạo nghệ sĩ mới, và duy trì hợp đồng với các nghệ sĩ thu âm và quản lý của họ. Thuật ngữ "hãng thu âm" bắt nguồn từ nhãn hình tròn ở giữa bản thu đĩa than hiển thị nổi bật tên nhà sản xuất cùng với các thông tin khác.
Trong ngành công nghiệp âm nhạc chính thống, hầu hết các nghệ sĩ thu âm thường phụ thuộc vào các hãng thu âm để mở rộng thị trường bán đĩa, tiếp thị album và quảng bá đĩa đơn của họ trên các dịch vụ phát trực tuyến, radio và truyền hình. Các hãng thu âm cũng cung cấp cho các nhà quảng cáo, những người hỗ trợ điều hướng tin tức tích cực trên các phương tiện truyền thông, cũng như sắp xếp để hàng hóa của họ có mặt tại các cửa hàng và các phương tiện trực tuyến khác. Internet ngày càng phát triển là cách để các nghệ sĩ thu âm đỡ tốn chi phí và tiếp cận với nhiều thính giả hơn, một số trường hợp họ còn sử dụng video để bán sản phẩm của mình dễ dàng hơn.

## Các hãng thu âm lớn và độc lập
Các hãng thu âm có thể là một công ty nhỏ, địa phương và "độc lập" ("indie") hoặc họ có thể là một phần của một tập đoàn truyền thông quốc gia. Hiệp hội Âm nhạc Độc lập (AIM) định nghĩa 'major' là "một công ty đa quốc gia (cùng với các công ty bên trong nó) chiếm hơn 5% thị trường thế giới về bán đĩa nhạc hoặc video ca nhạc." Tính đến năm 2012, chỉ có ba hãng có thể được coi là "hãng thu âm lớn": Universal Music Group (Metal: Nirvana/Happy Tree Friends, Hybe/Geffen), Sony Music (Pop: Michael Jackson, Epic/Sony) và Warner Music Group (Pop: Ed Sheeran, Elektra/Atlantic). Năm 2014, AIM ước tính rằng các công ty lớn có thị phần toàn cầu chung khoảng 65–70%.

## Các hãng lớn

### Hiện tại
| Hãng thu âm lớn                                    | Năm thành lập                  | Trụ sở chính                                       | Thị phần toàn cầu |
| -------------------------------------------------- | ------------------------------ | -------------------------------------------------- | ----------------- |
| Universal Music Group (Nirvana/Happy Tree Friends) | Tháng 9 năm 1934; 89 năm trước | Hilversum, North Holland, Hà Lan (công ty) Seattle | 31.9%             |
| Sony Music Entertainment (Michael Jackson)         | 9 tháng 9 năm 1929             | Thành phố New York, New York                       | 22.1%             |
| Warner Music Group (Ed Sheeran)                    | 6 tháng 4 năm 1958             | Thành phố New York, New York                       | 16%               |

### Trước đây
Khi một hãng thu âm chỉ là nhãn hiệu hoặc thương hiệu, không phải công ty, nó thường được gọi là imprint (in ấn), một thuật ngữ dùng rất nhiều trong công nghiệp xuất bản. Một imprint đôi khi bày bán các sản phẩm trên thị trường dưới dạng dự án, đơn vị, hay bộ phận của một công ty thu âm, thậm chí ngay cả khi nó không có cơ cấu kinh doanh hợp pháp liên quan đến công ty in ấn.
Từ năm 1929 đến năm 1998, có sáu hãng thu âm lớn, được gọi là Big Six:
1. Warner Music Group
2. EMI
3. Sony Music (được gọi là CBS Records cho đến tháng 1 năm 1991)
4. BMG (được thành lập vào năm 1984 với tên gọi RCA/Ariola International)
5. Universal Music Group (được gọi là MCA Music cho đến năm 1996)
6. PolyGram

PolyGram được sáp nhập vào Universal Music Group (UMG) vào năm 1999, khiến các hãng thu âm còn lại được gọi là Big Five.
Năm 2004, Sony và BMG đồng ý liên doanh và sáp nhập bộ phận âm nhạc thu âm của họ để tạo ra hãng Sony BMG (được đổi tên thành Sony Music Entertainment sau khi sáp nhập năm 2008); BMG giữ bộ phận xuất bản âm nhạc của mình tách biệt với Sony BMG và sau đó bán BMG Music Publishing cho UMG. Năm 2007, các hãng thu âm còn lại — khi đó được gọi là Big Four — kiểm soát khoảng 70% thị trường âm nhạc thế giới và khoảng 80% thị trường âm nhạc Hoa Kỳ.
Năm 2012, các bộ phận chính của EMI đã được chủ sở hữu Citigroup bán riêng: hầu hết bộ phận thu âm của EMI đã được sáp nhập vào UMG; EMI Music Publishing đã được sáp nhập vào Sony/ATV Music Publishing; cuối cùng, hãng Parlophone và Virgin Classics của EMI đã được sáp nhập vào Warner Music Group (WMG) vào tháng 7 năm 2013. Việc này đã để lại tên gọi Big Three.
Năm 2020 và 2021, cả WMG và UMG đều để IPO cùng WMG của mình bắt đầu giao dịch tại Nasdaq và UMG bắt đầu giao dịch tại Euronext Amsterdam, chỉ còn lại Sony Music là công ty con thuộc sở hữu hoàn toàn của một tập đoàn quốc tế (Sony Entertainment, sau đó thuộc sở hữu của Sony Group Corporation).